# Can Coll (Hostalric)
Can Coll és un edifici entre mitgeres del nucli urbà d'Hostalric (Selva), al carrer Verge dels Socors número 3. És una obra inclosa en l'Inventari del Patrimoni Arquitectònic de Catalunya.

## Descripció
L'edifici, amb soterrani, planta baixa i dos pisos, està cobert per una teulada irregular a dos vessants que a la façana principal desaigua a través d'una canal que hi ha adossada a la façana. A la planta baixa trobem el portal d'accés a l'habitatge, en arc de llinda, amb els brancals i la llinda de pedra. Al costat esquerre de la porta, una finestra també en arc de llinda amb els brancals, la llinda i l'ampit de pedra, que està protegida per una reixa de ferro forjat. El sòcol que hi ha als peus de la façana s'acaba just a l'altura de la llosana de la finestra. Sota la finestra, lleugerament desplaçada a l'esquerra, hi ha una petita obertura quadrangular, protegida per una reixa, que és un respirall del soterrani.
Al primer pis, un balcó corregut, amb llosana de pedra amb les cantonades arrodonides i barana de ferro forjat que s'adapta a la forma de la llosana. Dues obertures en arc de llinda, amb brancals i llinda de pedra, hi permeten l'accés. Al segon pis, dos balcons independents, amb llosana arrodonida a les cantonades (igual que el balcó corregut del primer pis) amb la barana de ferro forjat que s'adapta a la forma de la llosana. Les portes que permeten accés als balcons són iguals que les del balcó del primer pis. Corona la façana una cornisa contínua, sota la qual i a la façana, hi ha uns respiralls. Tota la façana està arrebossada (a la planta baixa l'arrebossat imita un encoixinat) i presenta evidents signes de presència d'humitat.

## Història
El casal de Can Coll, igual que Can Fortuny del carrer Major, fou utilitzat com a caserna durant la Guerra Civil Espanyola. Durant la Guerra del Francès (1808-1814) Hostalric va tenir un important paper donant suport a l'entrada de queviures a la Girona assetjada i destorbant el pas a les tropes enemigues gràcies a la seva situació estratègica en una zona de pas. Per això als francesos els convenia prendre la vila. El primer atac va arribar el 7 de novembre del 1809 i només trobaren resistència a la Torre dels Frares i a l'església, on un grup de gent s'hi havia fet fort. Alguns habitants es van poder refugiar al Castell d'Hostalric; d'altres van haver de fugir, ja que els francesos van cremar el poble. Això explica que la majoria dels habitatges siguin posteriors, com és el cas de Can Coll.
El carrer de la Verge del Socors, on se situa l'edifici, puja des de la plaça de la Vila fins a l'església. Era conegut com el carrer de les Ànimes, perquè conduïa directament al cementiri de l'església.